# Les Quatre Vents de l'esprit
Ne doit pas être confondu avec Les Quatre Vents du désir.
Pour les articles homonymes, voir Quatre vents.
Les Quatre Vents de l'esprit est un recueil de poèmes de Victor Hugo, publié en 1881.

## Conditions de rédaction du recueil
Hugo avait formé le projet de ce nouveau recueil dès 1870 : « J'ai une œuvre prête à être lancée à la mer » écrivit-il à son propos en mai de cette année. Le titre n'était pas définitivement choisi ; Hugo notait encore Le Quadrige de l'esprit ou Le Quadrige du songeur, mais le contenu et l'agencement semblait bien déterminé. Il s'agissait du premier projet de Hugo de faire une somme de sa poésie, plus ou moins en parallèle avec ce Toute l'âme également projeté (et qui devint ensuite, mais de manière posthume, Toute la Lyre) et dont Les Quatre Vents de l'esprit étaient peut-être conçus pour être une partie.
Les événements récents, la guerre de 1870, la Commune, l'établissement de la Troisième République, repoussèrent la publication du recueil au profit d'œuvres plus actuelles comme la nouvelle édition des Châtiments, l'Année terrible et l'Histoire d'un crime. Finalement le recueil fut publié le 31 mai 1881. 

## Structure
Il est présenté en quatre « livres », qui sont autant de facettes de l'art et de l'inspiration du poète, chacun étant précédé par un poème isolé, suivant un plan qui ne différait pratiquement pas de celui esquissé dix ans plus tôt :
- Livre satirique, sous-titré Le Siècle. Il regroupe quarante-quatre poèmes, écrits entre 1849 et 1875, proche des Châtiments par le propos et la verve.

- Livre dramatique, sous-titré La Femme. Il consiste en fait en deux petites scènes dialoguées, intitulées Les deux trouvailles de Gallus, écrites en 1866, qui furent même représentées indépendamment au théâtre, en 1883 pour l'une et en 1923 pour les deux ensemble.

- Livre lyrique, sous-titré La Destinée. C'est à nouveau un recueil de poèmes divers, au nombre de cinquante-six. Le ton se rapproche cette fois des Contemplations, la plupart des pièces datant d'ailleurs des années 1855-1856.

- Livre épique. Ce dernier livre consiste en un seul poème, immense : La Révolution, un des plus importants de Victor Hugo pour qui la Révolution française était au centre de l'Histoire. Le poème avait été écrit en 1857 et initialement prévu pour la première puis la nouvelle série de la Légende des siècles, avec à ses côtés d'autres textes parus tardivement et séparément comme La Pitié suprême et L'Âne. Les statues des rois de France sortent de leur immobilité éternelle et s'avancent vers l'échafaud sur lequel fut guillotiné leur descendant, et demandent à ce dernier qui l'a exécuté : "C'est vous!", leur répond le malheureux.